# Пиетарсаари
Пи́етарсаари (фин. Pietarsaari), или Якобстад (швед. Jakobstad) — город и муниципалитет на западе Финляндии, на берегу Ботнического залива Балтики, провинция Остроботния. Население Якобстада составляет 19 673 человек (июль 2007).
Шведский является родным языком примерно для 56 % населения города, финский язык — для 40 % населения.

## История
Город назван в честь Якоба Понтуссона Делагарди (1583—1652), шведского военного и государственного деятеля.
Якобстад получил городские права в 1652 году, во время царствования королевы Кристины Шведской. В 1714 году был сожжён русскими войсками.
С 1809 по 1917 — в составе Российской империи. Город сгорел в 1835 году. Во время Крымской войны торговый порт города со стоявшими там кораблями был полностью разрушен. В ходе первой русской революции 1905 года в городе прошли демонстрации социалистов.
Во время Гражданской войны в Финляндии город находился на территории, контролировавшейся белыми, и в нём находилась артиллерийская школа. Во время Второй мировой войны город один раз подвергся налёту советской авиации, во время которого погибло несколько человек.

## Население
| Год  | Численность | Численность  |
| ---- | ----------- | ------------ |
| 1999 | 19 730      | [ 9 ]        |
| 2000 | 19 636      | [ 9 ]        |
| 2001 | 19 519      | [ 9 ]        |
| 2002 | 19 457      | [ 9 ]        |
| 2003 | 19 431      | [ 9 ]        |
| 2004 | 19 467      | [ 9 ]        |
| 2005 | 19 521      | [ 9 ]        |
| 2006 | 19 557      | [ 9 ]        |
| 2007 | 19 569      | [ 9 ]        |
| 2008 | 19 667      | [ 9 ]        |
| 2009 | 19 627      | [ 9 ]        |
| 2010 | 19 656      | [ 9 ]        |
| 2011 | 19 623      | [ 9 ]        |
| 2012 | 19 680      | [ 9 ]        |
| 2013 | 19 633      | [ 9 ]        |
| 2014 | 19 655      | [ 10 ]       |
| 2015 | 19 436      | [ 11 ] [ 9 ] |
| 2016 | 19 377      | [ 9 ]        |
| 2017 | 19 379      | [ 9 ]        |
| 2022 | 19 207      |              |
| 2023 | 19 475      | [ 2 ]        |

## Города-побратимы
- Аскер, Норвегия
- Бюнде, Германия
- Гардабайр, Исландия
- Джеймстаун[вд], США
- Рудерсдаль, Дания[12]
- Сёдерхамн[вд], Швеция
- Эслёв[вд], Швеция
- Юрмала, Латвия